# Chenebier
 Chenebier  es una población y comuna francesa, situada en la región de Franco Condado, departamento de Alto Saona, en el distrito de Lure y cantón de Héricourt-Ouest.

## Demografía
| 339 | 367 | 418 | 548 | 641 | 695 | 685 | 821 |
| Para los censos de 1962 a 1999 la población legal corresponde a la población sin duplicidades (Fuente: INSEE [Consultar]) |     |     |     |     |     |     |     |